# Ernst Franz Witting

Ernst Franz Witting

Ernst Franz Witting (getauft 22. November 1761 in Hildesheim; † 5. April 1818 in Braunschweig), 1792 kaufte Witting in Braunschweig ein Putzgeschäft, aus dem das Modehaus E. F. Witting wurde, das 181 Jahre bis zu seinem Verkauf 1974 bestand. Seit 1974 befindet sich in den Geschäftsräumen eine Filiale der Firma Peek & Cloppenburg (Hamburg).

## Leben
Ernst Franz war der jüngste von fünf Söhnen des Hildesheimer Pastors Friedrich Witting (1725–1762) und dessen Ehefrau Martha Catharina, geb. Storre. In Braunschweig ging Ernst Franz in einer Leinenhandlung in die Lehre. Im Alter von 31 Jahren gründete er 1792 das nach ihm benannte Modehaus „E. F. Witting“ in der Schuhstraße, indem er ein Galanteriewaren-Geschäft erwarb und kontinuierlich ausbaute.
Ernst Franz Witting engagierte sich außerdem gemeinnützig. So ist überliefert, dass er während der Flut 1808 in einem Waschtrog durch die überfluteten Straßen Braunschweigs zu Friedrich Henneberg, dem Präfekten des Departements der Oker fuhr, um diesen zu überzeugen, dass die vereisten Schleusen der Oker nur durch Kanonenbeschuss zu öffnen seien. Nachdem dies geschehen war, floss das Wasser schließlich durch die so geöffneten Schleusen ab. Zusammen mit weiteren Braunschweiger Kaufleuten veranstaltete Witting anschließend eine Sammlung, um den geschädigten Einwohnern über die dringendste Not hinwegzuhelfen.

## Familie
1794 heiratete Ernst Franz Witting in erster Ehe Regina Elisabeth Conradine, geb. Meyer (1764–1800). Nachdem seine erste Frau im Kindbett gestorben war, heiratete er 1802 Johanna Wilhelmine, geb. Henrici (1777–1859). Er hatte neun Kinder, darunter die Tochter Elisabeth „Betty“ (1803–1840), die am 4. April 1831 den Altphilologen und Lehrer August Krüger heiratete, und den Sohn Ludwig, genannt Louis (1800–1850), der von 1825 bis zu seinem Tode das Geschäft des Vaters weiter führte.
Der Braunschweiger Theologe und Autor Johann Carl Friedrich Witting und der hannöversche Hofbaurat Diedrich Christian Ludwig Witting waren seine Cousins.